# Свети Мина (Сятища)
Вижте пояснителната страница за други значения на Мина.
„Свети Мина, Виктор и Викентий“ (на гръцки: Ιερός Ναός Αγίου Μηνά, Βίκτωρος και Βικεντίου Σιάτιστας) е православна църква в град Сятища, Егейска Македония, Гърция, част от Сисанийската и Сятищка епархия на Вселенската патриаршия.

## Местоположение
Църквата е изградена в близост до пътя Хора – Герания, между двете махали.

## История
Посторена е в 1702 година при архиерейството на Зосим II. Посветена е на Свети Мина, Свети Виктор и Свети Викентий.
Ктиторският надпис се намира вътре в църквата, над южния вход. Той е запазен фрагментарно, тъй като хоросанът на места е паднал, главно в горния десен ъгъл и в част от източната страна, което е довело до загуба на части от редовете му. Текстът е написан с черно върху охрен хоросан и е ограден с червена лента. Текстът гласи:
| „ | Ἀνιστορήθη ὁ θεῖος καὶ πάνσεπτος ναὸς τῶν ἁγίων ἐνδόξων μεγάλων μαρτύρων Μηνᾶ Βίκτορος καὶ Βικεντίου ἀρχιερατεύοντος προεδρικῶς τοῦ μακαριωτάτου καὶ λογιωτάτου πρώην Ἀχριδῶν Κου Κου Ζωσιμᾶ γέννημα θρέμμα τῆς πατρίδος, ἀνεκαινίσθη πρὸ χρόνων εἰς τοὺς 1701 τὰ νῦν δὲ πάλιν διὰ συνδρομῆς τοῦ αὐτοῦ ἐξόδου καὶ κόπου τῶν τιμιωτάτων Χατζῆ Ἀνδρέα καὶ Κου Νικολάου Ἰωάννου καὶ ἀδελφῶν αὐτοῦ Κου Κωνσταντίνου διὰ χειρὸς τοῦ εὐλαβεστάτου ἱερέως Κου Κωνσταντίνου καὶ Νικολάου καὶ Ἀναστασίου αὐταδέλφων 1728 Όκτωβρίου 16. Бе изписан отново божественият и всепочитан храм на светите славни велики мъченици Мина, Виктор и Викентий, при архиерейското предстоятелство на блажения и високоучен бивш Охридски архиепископ, господин Зосим, роден и отрасъл в отечеството. Бе възобновен преди време — в 1701 година, а сега отново, със съдействието, средствата и труда на почитаемите Хаджи Андреас и господин Николаос Йоану, и неговите братя — господин Константинос, от ръката на благоговейния свещеник господин Константинос, Николаос и Анастасиос, родни братя. 1728 октомври 16.“ | “ |

Така според надписа църквата е обновена в 1701 година по време на период на голям икономически просперитет за Сятища, тъй като по това време доминира голямата църковна фигура, архиепископ Зосим. В надписа той е посочен като „проедър“ и „бивш Охридски“. Точно така е титулуван и подписан след слизането му от архиепископския престол в Охрид в 1699 година. Следващият израз „роден и отрасъл в отечеството“ е пряка препратка към родното място на Зосима - Сятища. Изписването на църквата става няколко години по-късно, в 1728 година. Ктиторството за стенописването е поето от общо трима архонти на Сятища.
В последните редове на текста са посочени зографите братята Константинос йерей, Николаос и Анастасиос, но без да се посочва мястото им на произход. Имената на тези трима зографи се идентифицират с зографа Анастасиос Йоани Калудис и неговите братя от Капесово. Те са изброени в ктиторския надпис на „Свети Илия“ в Сятища (1740 - 1742). Повторението на характерни фрази и в двата ктторски надписа, и голямото сходство между буквите потвърждават тази идентификация. Освен това името Анастасиос, освен в двата надписа, се среща и в епитафията от „Света Параскева“ (1741).

## Архитектура
Храмът представлява еднокорабна базилика с дървен покрив и женска църква на запад. Размерите на храма са 16,5 m на 7 m, като няма никакви достроявания. Църквата е наполовина вкопана, което е често срещано явление през годините на турското владичество. От южната страна има трем.
Вътрешната украса на църквата е ограничена до южната стена и светилището, като останалите повърхности са измазани с вар. Стенописите са от 1728 година, като оцелели от този период са тези на южната стена – Свети Мина и другите светци войни Димитър, Нестор, Теодор и Меркурий, Свети Христофор и лекарите Свети Безребреници Козма и Дамян и Пантелеймон. Зографите се придържат към класическите модели на Палеологовата школа и наследилата я Критска. 
Църквата има красив резбован иконостас. Иконата на Свети Мина е от 1722 година, дело на Мануил Зограф.